# جبل الفوار
جبل الفوار يقع في حماة في سوريا. يبلغ ارتفاعه 1174 م، يقع في المرتبة 3 ضمن قائمة أعلى جبال حماة وفي المرتبة 203 ضمن قائمة أعلى جبال سوريا.